# Eugène Terre’Blanche

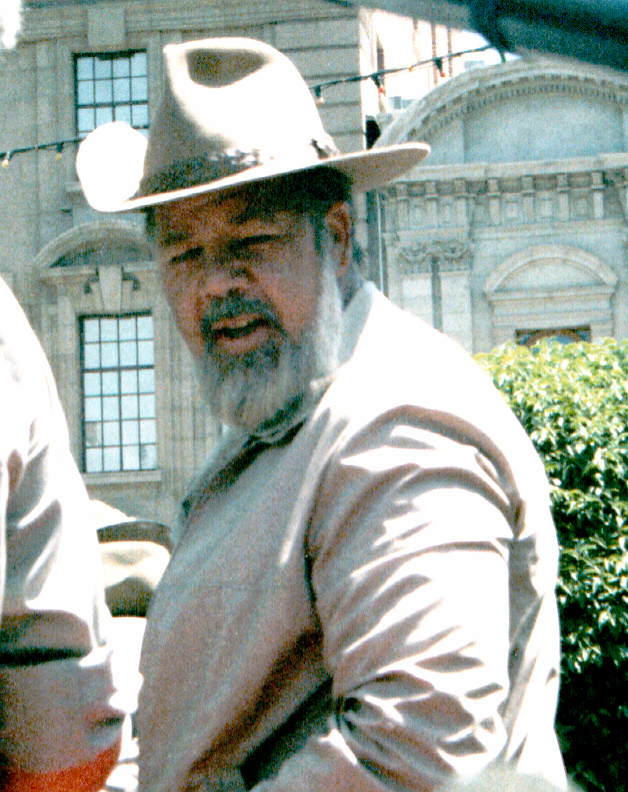
Eugène Terre’Blanche (2004)

Eugène Ney Terre’Blanche (* 31. Januar 1941 oder 1944 in Ventersdorp, Südafrika; † 3. April 2010 ebenda) war Führer der rechtsextremen südafrikanischen Burengruppierung Afrikaner Weerstandsbeweging (AWB).

## Biografie
Terre’Blanche wurde als Sohn von De Villebois-Mareuil Terre’Blanche und Anna Francina Terre’Blanche geboren. Der französische Familienname geht auf seine hugenottischen Vorfahren zurück, die sich um 1700 in der damals niederländischen Kapkolonie ansiedelten. Er wuchs in einer konservativ-burischen Umgebung auf. Er besuchte die Grundschule in seinem Geburtsort Ventersdorp in der heutigen Provinz Nordwest und die Oberschule in Potchefstroom, an der er 1962 seinen Abschluss erwarb. Bereits während seiner Schulzeit gründete er die Jugendorganisation Jong Afrikanerharte (deutsch: „Junge Afrikaanerherzen“), die das Ziel hatte, die Interessen und Traditionen der Buren zu wahren.
Nach seiner Schulausbildung ging er zur südafrikanischen Polizei und diente als Freiwilliger im Südafrikanischen Grenzkrieg in Südwestafrika (dem heutigen Namibia), wo er zum Offizier ernannt wurde. Nach seinem Militärdienst wurde er Leibwächter des damaligen Ministerpräsidenten John Vorster.
Er verließ nach vier Jahren den Polizeidienst, trat der rechten Herstigte Nasionale Party (HNP) bei und war für sie Kandidat bei den Provinz- und Parlamentswahlen für den Wahlkreis Heidelberg. Am 7. Juli 1973 gründete Eugene Terre’Blanche mit sechs weiteren Mitgliedern die AWB, die sich als Ziel die Vereinigung aller Buren in einem eigenständigen, parteilosen „Volkstaat“ setzte. Schon bald wurde die Bewegung als neonazistisch bezeichnet.
Am 28. März 1979 teerten und federten Terre’Blanche und einige Anhänger Floors van Jaarsveld, einen Geschichtsprofessor an der Universität Pretoria. Dafür wurde Terre’Blanche verurteilt. Im Dezember 1982 wurde Terre’Blanche verhaftet, weil Waffen auf der Farm seines Bruders gefunden worden waren. Im Juli 1983 wurde ihm wegen illegalen Waffenbesitzes und terroristischer Tätigkeiten der Prozess gemacht. Er wurde zu drei Jahren auf Bewährung verurteilt. Die Strafen wurden 1999 von der Wahrheits- und Versöhnungskommission aufgehoben.
Gegen Ende der Apartheid wurde sein Verhältnis zur herrschenden Nasionale Party (NP) zunehmend feindseliger, weil diese einen immer liberaleren Weg ging. Die AWB boykottierte die südafrikanischen Parlamentswahlen 1994, nachdem ein Wahlbündnis mit anderen rechten Parteien gescheitert war.
Wegen des brutalen Angriffs auf einen schwarzen Angestellten, der bleibende Schäden davontrug, wurde Terre’Blanche zu fünf Jahren Gefängnis verurteilt und war von April 2000 bis Juni 2004 in Haft.
Am 3. April 2010 wurde Terre’Blanche nach Polizeiangaben auf seiner Farm in der Nähe von Ventersdorp von zwei schwarzen Arbeitern überfallen und erschlagen. Die mutmaßlichen Täter waren zwei seiner Angestellten, die angeblich keinen Lohn erhalten hatten. Einer der beiden Täter behauptete, er sei von Terre'Blanche sexuell belästigt worden. Terre'Blanche war bis zu seinem Tod Vorsitzender der AWB. Führende Politiker Südafrikas und Kirchenvertreter riefen nach dem Bekanntwerden des Mordes zur Besonnenheit auf und warnten vor Rassenunruhen. Ende Mai 2012 wurde einer der Farmarbeiter von einem Gericht in Ventersdorp des Mordes für schuldig befunden, der andere, zur Tatzeit noch minderjährige Arbeiter, wurde vom Mordverdacht freigesprochen.

## Sonstiges
Terre’Blanche schrieb Theaterstücke und Gedichte auf Afrikaans. Sein Drama Sybrand die Watermaker (deutsch: „Sybrand, der Wassermacher“) war von 1982 bis 1983 an Schulen der damaligen Kapprovinz als Unterrichtsstoff vorgeschrieben.

## Dokumentarfilm über Terre’Blanche
- The Leader, His Driver, and the Driver’s Wife. Regie: Nick Broomfield, 1992